# Arman Adamjan
Arman Azatovič Adamjan (in russo Арман Азатович Адамян?; 14 febbraio 1997) è un judoka russo di origini armene.

## Biografia
Nato in Armenia, da piccolo Adamjan si è trasferito a Volgograd con la sua famiglia dove ha iniziato a praticare il judo e il sambo all'età di dieci anni. Nel 2018 è campione europeo under-23 nei 100 kg e l'anno successivo vince la medaglia d'oro, nella stessa categoria di peso, ai II Giochi europei svolti a Baku sconfiggendo in finale il georgiano Varlam Lip'art'eliani.
Si è laureato campione iridato ai mondiali di Doha 2023, dove ha gareggiato come atleta individuale neutrale nella categoria nei 100 kg.

## Palmarès

### Per gli Atleti Individuali Neutrali (AIN)
- Mondiali

Doha 2023: oro nei 100 kg.
Budapest 2025: bronzo nei 100 kg.

### Per la Russia
- Europei

Praga 2020: argento nei 100 kg.
- Giochi europei

Baku 2019: oro nei 100 kg.
- Europei Under-23

Győr 2018: oro nei 100 kg.
- Mondiali juniores

Zagabria 2017: argento nei 100 kg.
- Europei juniores

Malaga 2016: bronzo nei 100 kg.
Maribor 2017: argento nei 100 kg.

### Vittorie nel circuito IJF
| Data          | Località     | Paese  | Categoria  |
| ------------- | ------------ | ------ | ---------- |
| 17 marzo 2019 | Ekaterinburg | Russia | Grand Slam |